# 小行星4264
小行星4264（英語：4264 Karljosephine）是一颗围绕太阳公转的小行星。1989年10月2日，K. F. J. Cwach在赛丁泉山发现了此天体。
这颗小行星的绝对星等为197.4057791749725等。